# Juan Ricondo
Juan Ricondo, nome d'arte di Juan Ricondo Vallejo (Santander, 15 gennaio 1985), è un musicista, attore e cantautore spagnolo.
Nell'agosto 2019, ha vinto il People's Choice Award al concorso New Wave Competition di Soči.

## Biografia
Juan Ricondo è nato il 15 gennaio 1985 a Santander, in Spagna. Ricondo è il primo artista della sua famiglia, È il più grande dei due fratelli e sin da giovane sognava di essere un artista. Ha frequentato la facoltà di giurisprudenza e si è laureato presso l'Università della Cantabria, presso contemporaneamente studiava recitazione presso la scuola locale di recitazione di Santander (Palacio de Festivales de Cantabria). Poco dopo mi sono trasferito a Madrid per continuare i suoi studi di recitazione presso la Scuola di teatro Chekhov. Ho lavorato in tutti i tipi di lavori mentre facevo l'audizione per film e programmi TV. Ha ottenuto un piccolo ruolo nello show televisivo Ugly Betty, Ha anche iniziato a cantare con le band locali nei club e nei pub di Madrid e scrivendo le sue prime canzoni che sono state pubblicate su Myspace. 
Nel 2005, ha ricevuto una borsa di studio dalla sua città natale, per studiare al Lee Strasberg Theatre and Film Institute di New York City. Ha poi trovato interesse ad ascoltare artisti come Frank Sinatra, Tony Bennett, Dinah Washington e subito dopo ha formato una band e ha iniziato a suonare nei club locali di Manhattan. Alla scuola di recitazione, uno dei suoi insegnanti Paul Calderón gli ha suggerito di dedicarsi professionalmente alla musica. Presto scoprì che la musica era ciò che voleva davvero fare. Uno dei suoi insegnanti di canto era Gary Catona,. Nel 2011 partecipa come artista ospite al concorso di bellezza tedesco Miss Germania 2011. Nel 2018 Ricondo ha presentato The J.R Show, A Hollywood Story al Teatro Calderón di Madrid. Un tour-show ispirato agli spettacoli televisivi americani degli anni '60.

## Discografia

### Album in studio
- 2015 - An American Affair

### Singoli
- 2019 - Crocodile Rock
- 2018 - Un Día Más
- 2017 - Háblame
- 2016 - Like a Lullaby
- 2015 - Solo Pienso en ti

## Premi e riconoscimenti
- New Wave Festival (Russia) – Premio di scelta popolare